# Ben Watt
Ben Watt, född 6 december 1962 i London, är en brittisk musiker, discjockey och musikproducent, känd som ena halvan av duon Everything but the Girl.
Ben Watt bildade Everything but the Girl tillsammans med Tracey Thorn 1982. Följande år gav han ut soloalbumet North Marine Drive som blev etta på den engelska indielistan. Watts och Everything but the Girls tidiga musik var en lågmäld folk- och jazzinfluerad musik, men det stora genombrottet kom i den elektroniska dansmusikgenren med låten "Missing" 1995. Watt har därefter ägnat sig åt främst housemusik med Everything but the Girl, det egna remix- och discjockeyprojektet Lazy Dog och skivbolaget Buzzin' Fly.
Ben Watt lider sedan 1990-talet av sjukdomen Churg–Strauss syndrom och gav år 1996 ut boken Patient - The True Story of a Rare Illness (Patient – den sanna berättelsen om en ovanlig sjukdom på svenska 2006).

## Diskografi
Album
- North Marine Drive (Cherry Red Records) (1983)
- Lazy Dog Vol. 1 (Virgin Records) med Jay Hannan (2000)
- Lazy Dog Vol. 2 (Virgin Records) med Jay Hannan (2002)
- Buzzin' Fly Vol 1: Replenishing Music for the Modern Soul (Buzzin' Fly) (2004)
- Buzzin' Fly Vol 2: Replenishing Music for the Modern Soul (Buzzin' Fly) (2005)
- Buzzin' Fly Vol 3 (Buzzin' Fly) (2006)
- Buzzin' Fly Vol 4 (Buzzin' Fly) (2007)
- Hendra (Caroline International) (2014)

EP
- Summer Into Winter EP (Cherry Red Records) med Robert Wyatt (1982)
- Buzzin' Fly Vol 1 EP (Buzzin' Fly) (2004)
- Buzzin' Fly Vol 2 EP (Buzzin' Fly) (2005)
- We Are Silver EP (Buzzin' Fly) (2007)

Singlar
- "Cant" (Cherry Red Records) (1981)
- "Some Things Don't Matter" (Cherry Red  Records) (1983)
- "Lone Cat" (Buzzin' Fly) (2003)
- "A Stronger Man" (med Sananda Maitreya) (Buzzin' Fly) (2004)
- "Guinea Pig" (Buzzin' Fly) (2008)